# アメリカ私立探偵作家クラブ
アメリカ私立探偵作家クラブ（アメリカしりつたんていさっかクラブ、Private Eye Writers of America、略称：PWA）は、1981年に設立されたアメリカ合衆国の作家団体。ロバート・J・ランディージが呼びかけ、ジョン・ラッツ、マックス・アラン・コリンズ、ビル・プロンジーニ、マーシャ・ミュラー、マイクル・Z・リューインらとともに結成した。1982年より、私立探偵小説を対象とするシェイマス賞を主催する。また、功労賞として不定期にジ・アイ（THE EYE）賞を授与している。
エドガー賞を主催するアメリカ探偵作家クラブ（Mystery Writers of America、略称：MWA）とは別の団体である。

## シェイマス賞
シェイマス賞（Shamus Award、アメリカ私立探偵作家クラブ賞、PWA賞）は、アメリカ私立探偵作家クラブが運営する賞。1982年より毎年授与されている。賞の名前になっている「シェイマス」は、私立探偵や刑事を意味する俗称である。対象となるのは、警察等の公的機関に所属せず、かつ探偵業を職とする私立探偵を主人公とする作品である。
カテゴリ
- 長編賞（1982年〜）
- 新人賞（1985年〜）
- ペーパーバック賞（1982年〜）
- ジ・アイ賞（功労賞）（1982年〜）
- 短編賞（1983年〜）
- St. Martins' Press / PWA Best First Private Eye Novel Contest（1986年〜）
- Friends of PWA（2002年〜）
- ザ・ハマー賞（シリーズキャラクター賞）（2007年〜）

### 長編賞（ハードカバー）
| 年     | 受賞作                                                     | ノミネート作 |
| ------ | ---------------------------------------------------------- | --- |
| 1982年 | ビル・プロンジーニ 『脅迫』                                | - ローレンス・ブロック 『暗闇にひと突き』 - リチャード・ホイト 『ハリーを探せ』 - アーサー・ライアンズ 『ハード・トレード』 - ロバート・B・パーカー 『初秋』                                                                            |
| 1983年 | ローレンス・ブロック 『八百万の死にざま』                  | - スー・グラフトン 『アリバイのA』 - ジョゼフ・ハンセン 『砂漠の天使』 - ジャック・リビングストン "A Piece of the Silence" - ロバート・B・パーカー 『儀式』                                                                             |
| 1984年 | マックス・アラン・コリンズ 『シカゴ探偵物語―悪徳の街1933』 | - ジェイムズ・クラムリー 『ダンシング・ベア』 - ローレン・D・エスルマン "The Glass Highway" - スタンリイ・エリン 『闇に踊れ!』 - ロバート・B・パーカー 『拡がる環』                                                                     |
| 1985年 | ローレン・D・エスルマン 『シュガータウン』                 | - ジャック・リビングストン "Die Again, Macready" - ロバート・J・ランディージ "Full Contact" - ジョン・ラッツ 『深夜回線の女』 - マックス・アラン・コリンズ "True Crime"                                                                 |
| 1986年 | スー・グラフトン 『泥棒のB』                               | - ロバート・B・パーカー 『キャッツキルの鷲』 - ビル・プロンジーニ 『骨』 - ダグ・ホーニッグ 『奴らは〈ハードボール〉』 - ハロルド・アダムズ "The Naked Liar"                                                                            |
| 1987年 | ジェレマイア・ヒーリイ 『つながれた山羊』                  | - スー・グラフトン 『死体のC』 - ロバート・キャンベル 『L.A.で蝶が死ぬ時』 - マックス・アラン・コリンズ "The Million Dollar Wound" - ローレンス・ブロック 『聖なる酒場の挽歌』                                                          |
| 1988年 | ベンジャミン・シュッツ 『癒えない傷』                      | - リンダ・バーンズ 『赤毛のカーロッタ奮闘する』 - ローレン・D・エスルマン 『欺き』 - ジョン・ラッツ 『稲妻に乗れ』 - エド・ゴーマン "The Autumn Dead"                                                                                   |
| 1989年 | ジョン・ラッツ 『別れのキス』                              | - サラ・パレツキー 『ダウンタウン・シスター』 - アール・W・エマースン "Deviant Behavier" - マックス・アラン・コリンズ "Neon Mirage" - ジェレマイア・ヒーリイ 『死の跳躍』                                                               |
| 1990年 | ジョナサン・ヴェイリン "Extenuating Circumstances"         | - ローレンス・ブロック 『慈悲深い死』 - ウェイン・D・ダンディー "The Skintight Shroud" - マーシャ・ミュラー 『カフェ・コメディの悲劇』 - ミッキー・スピレイン 『殺す男』                                                                |
| 1991年 | スー・グラフトン 『探偵のG』                               | - ジョン・T・レスクワ 『幸福な自殺者』 - バーナード・ショーペン 『荒野の顔』 - ジェリー・ケニーリー "Polo's Wild Card" - スチュアート・M・カミンスキー "Poor Butterfly" - ローレンス・ブロック 『墓場への切符』                         |
| 1992年 | マックス・アラン・コリンズ 『リンドバーグ・デッドライン』  | - ローレンス・ブロック 『倒錯の舞踏』 - マーシャ・ミュラー "Where Echoes Live" - ベンジャミン・M・シュッツ "A Fistful of Empty" - ジョナサン・ヴェイリン "Second Chance"                                                                |
| 1993年 | ハロルド・アダムズ "The Man Who was Taller Than God"       | - マイクル・コリンズ "Cassandra in Red" - ロバート・クレイス 『ララバイ・タウン』 - ジェレマイア・ヒーリイ 『別れの瞳』 - ジェリー・ケニーリー "Special Delivery"                                                                       |
| 1994年 | ローレンス・ブロック 『死者との誓い』                      | - ジェレマイア・ヒーリイ 『湖畔の四人』 - マーシャ・ミュラー "Wolf in the Shadows" - ジェイムズ・サリス "Moth" - ジュディス・ヴァン・ギースン "The Lies That Bind"                                                                      |
| 1995年 | スー・グラフトン 『殺害者のK』                             | - ローレンス・ブロック 『死者の長い列』 - マックス・アラン・コリンズ "Carnal Hours" - サンドラ・ウェスト・プロウェル "The Killing Of Monday Brown" - レス・ロバーツ "The Lake Effect"                                                   |
| 1996年 | S・J・ローザン 『ピアノ・ソナタ』                          | - アール・W・エマースン "The Vanishing Smile" - ディック・フランシス 『敵手』 - パーネル・ホール 『脚本家はしんどい』 - ディック・ロクティ 『クライム・バスターズ』                                                                     |
| 1997年 | ロバート・クレイス 『サンセット大通りの疑惑』              | - マックス・アラン・コリンズ "Damned in Paradise" - スティーヴン・グリーンリーフ 『欲望の爪痕』 - ジェレマイア・ヒーリイ "Invasion Of Privacy" - ビル・プロンジーニ "Sentinels" - サンドラ・ウェスト・プロウェル "When Wallflowers Die" |
| 1998年 | テレンス・ファハティ 『輝ける日々へ』                      | - ロバート・クレイス "Indigo Slam" - アール・W・エマースン "Deception Pass" - デニス・ルヘイン 『穢れしものに祝福を』 - マクシム・オキャラハン "Down For The Count" - S・J・ローザン 『どこよりも冷たいところ』                         |
| 1999年 | ビル・プロンジーニ "Boobytrap"                             | - デニス・ルヘイン 『愛しき者はすべて去りゆく』 - ハロルド・アダムズ "No Badge, No Gun" - マックス・アラン・コリンズ "Flying Blind" - ジェレマイア・ヒーリイ "The Only Good Lawyer"                                                     |
| 2000年 | ドン・ウィンズロウ 『カリフォルニアの炎』                  | - ロバート・クレイス "L.A. Requiem" - ジョナサン・ケラーマン 『モンスター』 - デニス・ルヘイン 『雨に祈りを』 - S・J・ローザン 『春を待つ谷間で』                                                                                       |
| 2001年 | C・ガルシア＝アギレーラ "Havana Heat"                      | - ローレン・D・エスルマン "A Smile On The Face Of The Tiger" - G・M・フォード "The Deader The Better" - スティーヴン・グリーンリーフ 『最終章』 - マーシャ・ミュラー 『沈黙の叫び』                                                     |
| 2002年 | S・J・ローザン 『天を映す早瀬』                            | - マックス・アラン・コリンズ 『黒衣のダリア』 - マーサ・C・ローレンス "Ashes Of Aries" - リック・ライアダン 『殺人鬼オーストゥンに帰る』 - ジョン・ストラレー "Cold Water Burning"                                                      |
| 2003年 | ジェイムズ・W・ホール "Blackwater Sound"                   | - スティーヴ・ハミルトン "North of Nowhere" - ローラ・リップマン 『ラスト・プレイス』 - ジョージ・P・ペレケーノス 『終わりなき孤独』 - S・J・ローザン 『冬そして夜』                                                                    |
| 2004年 | ケン・ブルーウン 『酔いどれに悪人なし』                    | - ロバート・フェリーニョ "Scavenger Hunt" - スティーヴ・ハミルトン "Blood is the Sky" - ウィリアム・ラシュナー "Fatal Flaw" - ジョナサン・キング "A Visible Darkness"                                                                   |
| 2005年 | エド・ライト "While I Disappear"                           | - レナード・チャン "Fade to Clear" - ロバート・フェリーニョ "The Wakeup" - チャック・ローガン "After the Rain" - ジェイムズ・ミッチェル "Choke Point"                                                                                   |
| 2006年 | マイクル・コナリー 『リンカーン弁護士』                    | - ピーター・エイブラハムズ "Oblivion" - ロバート・クレイス "The Forgotten Man" - テレンス・ファハティ "In a Teapot" - リー・ゴールドバーグ "The Man with the Iron-On Badge" - ウォルター・モズリイ "Cinnamon Kiss"                      |
| 2007年 | ケン・ブルーウン "The Dramatist"                           | - ダニエル・ジャドソン "The Darkest Place" - ケン・カールケン "The Do-Re-Me" - マーシャ・ミュラー "Vanishing Point" - クリス・ネルスコット "Days of Rage"                                                                               |
| 2008年 | リード・ファレル・コールマン "Soul Patch"                  | - トマス・B・キャバナー "Head Games" - デクラン・ヒューズ "The Colour of Blood" - マイクル・コリータ "A Welcome Grave" - ウィリアム・ラシュナー "A Killer's Kiss"                                                                       |
| 2009年 | リード・ファレル・コールマン "Empty Ever After"            | - ラリー・バインハート "Salvation Boulevard" - デイヴィッド・フルマー "The Blue Door" - デクラン・ヒューズ "The Price of Blood" - ドメニック・スタンズベリー "The Ancient Rain"                                                         |
| 2010年 | マーシャ・ミュラー "Locked In"                             | - マイクル・コリータ "The Silent Hour" - デイヴィッド・レヴィーン "Where the Dead Lay" - ビル・プロンジーニ "Schemers" - イルサ・シグルザルドッティル "My Soul to Take"                                                                 |
| 2011年 | ロリ・アームストロング "No Mercy"                          | - ロバート・クレイス "The First Rule" - ダニエル・ジャドソン "Voyeur" - フィリップ・カー "If the Dead Rise Not" - ドメニック・スタンズベリー "Naked Moon"                                                                               |
| 2012年 | マイクル・ワイリー "A Bad Night's Sleep"                   | - マックス・アラン・コリンズ "Bye Bye Baby" - アンネ・ホルト 『ホテル1222』 - ウォルター・モズリイ "When the Thrill is Gone" - リチャード・ヤンシー "The Highly Effective Detective Crosses the Line"                                   |
| 2013年 | ロバート・クレイス "Taken"                                 | - エース・アトキンス "Robert B. Parker's Lullaby" - ジャック・フレドリックソン "Hunting Sweetie Rose" - ディック・ロクテ "Blues in the Night" - ハンク・フィリッピ・ライアン "The Other Woman"                                          |
| 2014年 | ブラッド・パークス "The Good Cop"                          | - ティモシー・ハリナン "Little Elvises" - リチャード・ヘルムス "The Mojito Coast" - スー・グラフトン "W is for Wasted" - ビル・プロンジーニ "Nemesis"                                                                                   |
| 2015年 | デーヴィッド・ローゼンフェルト "Hounded"                   | - リード・ファレル・コールマン "The Hollow Girl" - ロバート・ガルブレイス 『カイコの紡ぐ嘘』 - バリー・ランセット "Tokyo Kill" - ジョン・ヴァードン "Peter Pan Must Die"                                                                |
| 2016年 | イングリッド・タフツ "Brutality"                           | - ロバート・クレイス 『約束』 - J・A・ジャンス "Dance of the Bones" - ロバート・ライニンガー "Gumshoe" - サラ・パレツキー "Brush Back"                                                                                                  |

### 新人賞
| 年     | 受賞作                                                            | ノミネート作 |
| ------ | ----------------------------------------------------------------- | --- |
| 1985年 | ジャック・アーリー 『芸術的な死体』                               | - ジェレマイア・ヒーリイ 『少年の荒野』 - ウィリアム・J・レナルズ "The Nebraska Quotient" |
| 1986年 | ウェイン・ワーガ 『盗まれたスタインベック』                       | - エド・ゴーマン "New, Improved Murder" - ディック・ロクティ 『眠れる犬』 - ベンジャミン・M・シュッツ 『狼を庇う羊飼い』 - アンドリュー・ヴァクス 『フラッド』                                                     |
| 1987年 | J・W・ライダー "Jersey Tomatoes"                                  | - ラリー・バインハート 『ただでは乗れない』 - カール・ハイアセン 『殺意のシーズン』 |
| 1988年 | マイクル・アレグレット 『岩場の死』                               | - ロバート・ボウマン "The House Of Blue Lights" - ジョン・ダグラス "Shawnee Alley Fire" - パーネル・ホール 『探偵になりたい』 - レス・ロバーツ 『無限の猿』                                                        |
| 1989年 | ガー・アンソニー・ヘイウッド 『漆黒の怒り』                       | - マイクル・コーメニイ 『二度消えた娘』 - ウェイン・D・ダンディー 『燃える季節』 - ウォルター・サッターウェイト "Wall of Glass" - フィリップ・リー・ウィリアムズ 『秋のスロー・ダンス』                            |
| 1990年 | カレン・キエフスキー 『キャット・ウォーク―女性探偵に気をつけろ!』 | - ジェフ・パタースン "Medicine Dog" - アル・サラントニオ "Cold Night" - ジェシー・サレット "Rock Critic Murders"                                                                                                   |
| 1991年 | ウォルター・モズリイ 『ブルー・ドレスの女』                       | - ジェローム・ドリットル "Body Scissors" - ジャネット・ドーソン 『追憶のファイル』 - ロナルド・ターネイ "The Stone Veil"                                                                                           |
| 1992年 | トマス・デイヴィス "Suffer Little Children"                       | - ニール・アルバート "The January Corpse" - ビル・クライダー "Dead on the Island" - スタン・カトラー "Best Performance by a Patsy" - ドン・ウィンズロウ 『ストリート・キッズ』                                     |
| 1993年 | ジョン・ストラレー 『熊と結婚した女』                             | - デヴィッド・C・ホール "Return Trip Ticket" - フィリス・ナイト "Switching the Odds" - ジェイムズ・サリス "The Long-Legged Fly"                                                                                    |
| 1994年 | リン・ハイタワー "Satan's Lambs"                                  | - ランディ・ロードン "Brotherly Love" - サンドラ・ウェスト・パウエル "By Evil Means" |
| 1995年 | デニス・ルヘイン 『スコッチに涙を託して』                         | - デヴィッド・ダニエル "The Heaven Stone" - ジャネット・イヴァノヴィッチ 『私が愛したリボルバー』 - トーマス・リピンスキー "The Fall-down Artist" - ヴァレリー・ウィルソン・ウェズリィ "When Death Comes Stealing" |
| 1996年 | リチャード・バリー 『無垢なる骨』                                 | - G・M・フォード 『手負いの森』 - ルース・フリー "If Looks Could Kill" - デイヴィッド・ハウスライト 『ツイン・シティに死す』 - アラン・ペドラザス 『ハリーの探偵日記』                                             |
| 1997年 | キャロル・リーア・ベンジャミン 『バセンジーは哀しみの犬』         | - グレッグ・ルッカ 『守護者（キーパー）』 - マイケル・ストーン "The Low End Of Nowhere" - ジョン・ウェッセル "This Far, No Further"                                                                                |
| 1998年 | リック・ライアダン 『ビッグ・レッド・テキーラ』                   | - ローラ・リップマン 『ボルチモア・ブルース』 - ケイティ・マンガー 『女探偵の条件』 |
| 1999年 | スティーヴ・ハミルトン 『氷の闇を超えて』                         | - ジェン・バンブリィ 『ガール・クレイジー』 - ジェイミー・カッツ "Dead Low Tide" - エリザベス・コシン "Zen And The Art Of Murder"                                                                                  |
| 2000年 | ジョン・コナリー 『死せるものすべてに』                           | - ラッセル・アトウッド 『Aアヴェニューの東』 - マーク・コギンズ "The Immortal Game" - P・J・グレイディ "Maximum Insecurity" - ロイ・ジョハンセン 『虚言の報酬』                                                    |
| 2001年 | ボブ・トルラック "Street Level"                                   | - ジョン・ゲイツ "Brigham's Day" - クリス・ラースガード 『エア・ハンター―相続人を探せ』 - ウィリアム・マイズ "Resurrection Angel" - アンドリュー・パイパー 『ロスト・ガールズ』                                    |
| 2002年 | デイヴィッド・フルマー 『快楽通りの悪魔』                         | - ジェイムズ・シーゲル "Epitaph" - カート・コルバート 『ラット・シティの銃声』 - アンディ・ストレイカ "A Witness Above" - マーク・トロイ "Pilikia Is My Business"                                                  |
| 2003年 | エディー・ミューラー 『拳よ、闇を払え』                           | - ジャック・クラーク "Westerfield's Chain" - D・ダニエル・ジャドソン "The Bone Orchard" - デヴィッド・ローゼンフェルド "Open And Shut" - ロバート・ベイリー "Private Heat"                                         |
| 2004年 | ピーター・スピーゲルマン 『黒い地図』                             | - マーク・アーセナルト "Spiked" - ジェイムズ・C・ミッチェル "Lovers Crossing" |
| 2005年 | イングリッド・ブラック "The Dead"                                 | - リチャード・エイリアス 『愛しき女は死せり』 - リード・アーヴィン "The Last Goodbye" - パトリック・ハスバーグ "Aspen Pulp" - ウィル・トーマス "Some Danger Involved"                                              |
| 2006年 | ルイーズ・ウール "Forcing Amaryllis"                              | - ロリ・G・アームストロング "Blood Ties" - ハリー・ウンシカ "Still River" - J・D・ロアデス "The Devil's Right Hand"                                                                                                |
| 2007年 | デクラン・ヒューズ "The Wrong Kind of Blood"                      | - マイク・ドゥーガン "Lost Angel" - ジャック・フレドリクソン "A Safe Place for Dying" - スティーヴ・ホッケンスミス 『荒野のホームズ』 - ジョージ・D・シューマン 『18秒の遺言』                                     |
| 2008年 | ショーン・チャコーヴァー "Big City, Bad Blood"                    | - ブレット・バトルズ 『懸賞首の男』 - ビル・ブライアン "Keep It Real" - デイヴ・ホワイト "When One Man Dies" - マイケル・ワイリー "The Last Striptease"                                                            |
| 2009年 | イアン・ヴァスケス "In the Heat"                                  | - ジュリー・クレイマー "Stalking Susan" - チャールズ・サルツベルグ "Swann's Last Song" - ダイアン・ウェイ・リャン 『翡翠の眼』 - ジェリー・ウェスターソン "Veil of Lies"                                           |
| 2010年 | ブラッド・パークス "Faces of the Gone"                            | - ダニエル・デップ 『負け犬の街』 - ノーマン・グリーン "The Last Gig" - ラッセル・D・マクリーン "The Good Son" - A・E・ローマン "Chinatown Angel"                                                                  |
| 2011年 | マイクル・アユーブ "In Search of Mercy"                           | - ダグラス・コルレオーネ "One Man's Paradise" - ブルース・ダシルヴァ 『記者魂』 - ジェシー・マッケンジー "Random Violence" - ケリー・スタンリー "City of Dragons"                                                  |
| 2012年 | P・G・スタージス "The Shortcut Man"                               | - ネルソン・ジョージ "The Plot Against Hip Hop" - サラ・グラン 『探偵は壊れた街で』 - トロイ・D・ヌーイ "The Ocean Forest" - アマンダ・カイル・ウィリアムズ "The Stranger You Seek"                                |
| 2013年 | マイクル・シアーズ 『ブラック・フライデー』                       | - チャック・グリーヴス "Hush Money" - クリーブ・ローゼングレン "Murder Unscripted" - ジェイデン・テレル "Racing the Devil" - アリエル・S・ウィンター 『自堕落な凶器』                                              |
| 2014年 | ラクラン・スミス "Bear is Broken"                                 | - クリストファー・R・コックス "A Good Death" - グウェン・フローリオ "Montana" - カレン・ケスキーネン "Blood Orange" - イングリッド・タフト "Loyalty"                                                               |
| 2015年 | ジュリア・ダール 『インヴィジブル・シティ』                       | - C・B・マッケンジー 『バッド・カントリー』 - サム・ワイビー "Last of the Independents" - リン・チャンドラー・ウィリス "Wink of an Eye" - ティム・ワークス "City of Brick and Shadow"                              |
| 2016年 | リサ・サンドリン "The Do-Right"                                   | - グラント・ビウォーターズ "The Red Storm" - マット・コイル "Night Tremors" - T・W・エモリー "Trouble in Rooster Paradise" - レヴ・アク・ローゼン "Depth"                                                          |

### ペーパーバック賞
- 1982年：マックス・バード "California Thriller"
- 1983年：ウイリアム・キャンベル・ゴールト（英語版） "The Cana Diversion"
- 1984年：ポール・エングルマン 『死球（デッドボール）』
- 1985年：ウォーレン・マーフィー 『地獄の天井』
- 1986年：アール・W・エマースン 『不幸な相続人』
- 1987年：ロブ・カントナー 『探偵ベン・パーキンズ』
- 1988年：リヴィア・J・ウォッシュバーン "Wild Night"
- 1989年：ロブ・カントナー 『囁きの代償』
- 1990年：ロブ・カントナー 『狂った果実』
- 1991年：W・グレン・ダンカン "Rafferty: Fatal Sisters"
- 1992年：ポール・ケンプレコス（英語版） "Cool Blue Tomb"
- 1993年：マレール・デイ 『破滅への舞踏』
- 1994年：ロッドマン・フィルブリック "Brothers and Sinners"
- 1995年：エド・ゴールドバーグ "Served Cold"
- 1996年：ウィリアム・ジャスパーソン "Native Angels"
- 1997年：ハーラン・コーベン 『カムバック・ヒーロー』
- 1998年：ローラ・リップマン 『チャーム・シティ』
- 1999年：スティーヴン・ウォマック "Murder Manual"
- 2000年：ローラ・リップマン 『ビッグ・トラブル』
- 2001年：トーマス・リピンスキー "Death in the Steel City"
- 2002年：ライダ・モアハウス（英語版） 『アークエンジェル・プロトコル』
- 2003年：D・ダニエル・ジャドスン "The Poisoned Rose"
- 2004年：アンディ・ストレイカ（英語版） "Cold Quarry"
- 2005年：マックス・フィリップス "Fade to Blonde"
- 2006年：リード・ファレル・コールマン "The James Deans"
- 2007年：P・J・パリッシュ（英語版） "An Unquiet Grave"
- 2008年：リチャード・エイリアス（英語版） "Songs of Innocence"
- 2009年：ロリ・アームストロング "Snow Blind"
- 2010年：アイラ・バーコヴィッツ（英語版） "Sinner's Ball"
- 2011年：クリストファー・G・ムーア（英語版） "Asia Hand"
- 2012年：ドゥエイン・スウィアジンスキー（英語版） "Fun & Games"
- 2013年：アリソン・ゲイリン "And She Was"
- 2014年：P・J・パリッシュ（英語版） "Heart of Ice"
- 2015年：ヴィンセント・ザンドリ "Moonlight Weeps"
- 2016年：J・L・エイブラモ "Circling the Runway"

### 短編賞
- 1983年：ジョン・ラッツ（英語版） "What You Don't Know Can Hurt You"
- 1984年：ビル・プロンジーニ 「ライオンの肢」
- 1985年：ローレンス・ブロック 「夜明けの光の中に」
- 1986年：ローレン・D・エスルマン "Eight Mile and Dequindre"
- 1987年：ロブ・カントナー "Fly Away Home"
- 1988年：エド・ゴーマン（英語版） "Turn Away"
- 1989年：ローレン・D・エスルマン "The Crooked Way"
- 1990年：ミッキー・スピレイン 「殺す男」
- 1991年：マーシャ・ミュラー "Final Resting Place"
- 1992年：ナンシー・ピカード 「ダスト・デヴィル」
- 1993年：ベンジャミン・シュルツ "Mary, Mary, Shut the Door"
- 1994年：ローレンス・ブロック 「慈悲深い死の天使」
- 1995年：ブレンダン・デュボワ（英語版） "Necessary Brother"
- 1996年：ガー・アンソニー・ヘイウッド "And Pray Nobody Sees You"
- 1997年：ライア・マテラ "Dead Drunk"
- 1998年：キャロリン・ウィート "Love Me For My Yellow Hair Alone"
- 1999年：ウォーレン・マーフィー "Another Day, Another Dollar"
- 2000年：I・J・パーカー（英語版） "Akitada's First Case"
- 2001年：ブレンダン・デュボワ（英語版） "The Road's End"
- 2002年：シェリ・ジョーダン "Rough Justice"
- 2003年：テレンス・ファハティ "The Second Coming"
- 2004年：ローレン・D・エスルマン "Lady on Ice"
- 2005年：パール・エイブラハム（英語版） "Hasidic Noir"
- 2006年：Michael Wiecek "A Death in Ueno"
- 2007年：O'Neil De Noux "The Heart Has Reasons"
- 2008年：コーネリア・リード "Hungry Enough"
- 2009年：ミッチ・アルダーマン "Family Values"
- 2010年：デイヴ・ゼルツァーマン（英語版） "Julius Katz"
- 2011年：ガー・アンソニー・ヘイウッド "The Lamb Was Sure to Go"
- 2012年：マイクル・Z・リューイン "Who I Am"
- 2013年：ジョン・シェファード "Ghost Negligence"
- 2014年：マックス・アラン・コリンズ&ミッキー・スピレイン "So Long, Chief"
- 2015年：ゴン・ベン・アリ "Clear Recent History"
- 2016年：パーネル・ホール "The Dead Client"

### ザ・ハマー賞
- 2007年：シェル・スコット（英語版）（リチャード・S・プラザー（英語版））
- 2008年：名無しの探偵（ビル・プロンジーニ）
- 2009年：マット・スカダー（英語版）（ローレンス・ブロック）
- 2010年：シャロン・マコーン（マーシャ・ミュラー）
- 2011年：V・I・ウォーショースキー（サラ・パレツキー）
- 2012年：ネイト・ヘラー（マックス・アラン・コリンズ）
- 2014年：キンジー・ミルホーン（スー・グラフトン）

### ジ・アイ賞（功労賞）
| 1980年代 | 1980年代                            | 1990年代 | 1990年代                             | 2000年代 | 2000年代                      | 2010年代 | 2010年代                |
| 年       | 受賞者                              | 年       | 受賞者                               | 年       | 受賞者                        | 年       | 受賞者                  |
| -------- | ----------------------------------- | -------- | ------------------------------------ | -------- | ----------------------------- | -------- | ----------------------- |
| 1980     | -                                   | 1990     | -                                    | 2000     | エドワード・D・ホック         | 2010     | ロバート・クレイス      |
| 1981     | -                                   | 1991     | ロイ・ハギンス                       | 2001     | -                             | 2011     | エド・ゴーマン          |
| 1982     | ロス・マクドナルド                  | 1992     | ジョゼフ・ハンセン                   | 2002     | ローレンス・ブロック          | 2012     | -                       |
| 1983     | ミッキー・スピレイン                | 1993     | マーシャ・ミュラー                   | 2003     | -                             | 2013     | ローレン・D・エスルマン |
| 1984     | ウィリアム・キャンベル・ゴールト    | 1994     | スティーブン・J・キャネル            | 2004     | ドナルド・E・ウェストレイク   | 2014     | -                       |
| 1985     | ハワード・ブラウン                  | 1995     | ジョン・ラッツ ロバート・B・パーカー | 2005     | -                             | 2015     | パーネル・ホール        |
| 1986     | リチャード・S・プラザー             | 1996     | -                                    | 2006     | マックス・アラン・コリンズ    | 2016     | S・J・ローザン          |
| 1987     | ビル・プロンジーニ                  | 1997     | スティーヴン・マーロウ               | 2007     | スチュアート・M・カミンスキー |          |                         |
| 1988     | マイクル・コリンズ ウェイド・ミラー | 1998     | -                                    | 2008     | ジョー・ゴアズ                |          |                         |
| 1989     | -                                   | 1999     | マクシム・オキャラハン               | 2009     | ロバート・J・ランディージ     |          |                         |